# Třída Yorktown
Třída Yorktown byla třída letadlových lodí Námořnictva Spojených států. V letech 1937–1941 byly do služby zařazeny 3 jednotky této třídy.
Poslední loď této třídy, Hornet (jenž byl postaven podle mírně modifikovaného projektu), byla dokončena těsně před vstupem USA do druhé světové války. Všechna tři plavidla hrála důležitou roli v první fázi války v Pacifiku, přičemž v bojích během roku 1942 byly dvě z nich ztraceny. Pouze Enterprise přečkala až do konce konfliktu a obdržením 20 vyznamenání battle star se stala nejčastěji dekorovanou lodí US Navy.

## Seznam jednotek
| Jméno                 | Založení kýlu     | Spuštěna          | Vstup do služby | Stav                                 |
| --------------------- | ----------------- | ----------------- | --------------- | ------------------------------------ |
| USS Yorktown (CV-5)   | 21. května 1934   | 4. dubna 1936     | 30. září 1937   | 7. června 1942 potopena v boji       |
| USS Enterprise (CV-6) | 16. července 1934 | 3. října 1936     | 12. května 1938 | 17. února 1947 vyřazena, sešrotována |
| USS Hornet (CV-8)     | 25. září 1939     | 14. prosince 1940 | 20. října 1941  | 27. října 1942 potopena v boji       |